# Maria Gatou
Maria Gatou (griechisch Μαρία Γάτου; * 16. August 1989 in Thessaloniki) ist eine griechische Leichtathletin, die sich auf den Sprint spezialisiert hat.

## Sportliche Laufbahn
Erste internationale Erfahrungen sammelte Maria Gatou im Jahr 2009, als sie bei den Mittelmeerspielen in Pescara mit der griechischen 4-mal-100-Meter-Staffel in 45,45 s die Bronzemedaille hinter den Teams aus Frankreich und Italien gewann. 2011 gewann sie bei den Balkan-Meisterschaften in Sliwen im 100-Meter-Lauf mit neuer Bestleistung von 11,57 s die Silbermedaille und gewann auch mit der Staffel in 45,59 s Silber. Anschließend schied sie bei den U23-Europameisterschaften in Ostrava mit 12,06 s in der ersten Runde über 100 Meter aus. Im Jahr darauf siegte sie bei den Balkan-Meisterschaften in Eskişehir in 11,49 s über 100 Meter sowie in 45,75 s auch im Staffelbewerb. 2013 gelangte sie bei den Mittelmeerspielen in Mersin ins Finale über 100 Meter, wurde dort aber disqualifiziert, gewann aber mit der Staffel in 45,12 s erneut die Bronzemedaille, diesmal hinter Italien und Zypern. 2014 siegte sie bei den Balkan-Hallenmeisterschaften in Istanbul in 7,37 s im 60-Meter-Lauf und schied anschließend bei den Hallenweltmeisterschaften in Sopot mit 7,38 s in der ersten Runde aus. Ende Juli gewann sie bei den Balkan-Meisterschaften in Pitești in 11,48 s die Bronzemedaille über 100 Meter und siegte mit der Staffel in 44,76 s. Daraufhin startete sie über 100 Meter bei den Europameisterschaften in Zürich, kam dort aber im Vorlauf nicht ins Ziel.
2015 wurde sie bei den Balkan-Meisterschaften in Pitești in 11,76 s Dritte im B-Lauf und wurde mit der Staffel disqualifiziert. Im Jahr darauf siegte sie bei den Balkan-Meisterschaften ebendort in 11,90 s im B-Finale und schied anschließend bei den Europameisterschaften in Amsterdam mit 44,58 s mit der Staffel im Vorlauf aus. 2019 erreichte sie dann bei den Balkan-Meisterschaften in Prawez in 12,02 s Rang sieben über 100 Meter und im Jahr darauf schied sie bei den Balkan-Hallenmeisterschaften in Istanbul mit 7,53 s in der Vorrunde über 60 Meter aus. 2021 startete sie bei den Halleneuropameisterschaften in Toruń und schied dort mit 7,40 s im Vorlauf aus. Ende Juni siegte sie bei den Balkan-Meisterschaften in Smederevo in 45,24 s in der 4-mal-100-Meter-Staffel und im Jahr darauf wurde sie bei den Balkan-Hallenmeisterschaften in Istanbul in 7,50 s Fünfte über 60 m. 
In den Jahren 2014 und 2020 wurde Gatou griechische Hallenmeisterin im 60-Meter-Lauf.

## Persönliche Bestleistungen
- 100 Meter: 11,44 s (+1,2 m/s), 19. Juli 2014 in Athen
  - 60 Meter (Halle): 7,29 s, 8. Februar 2014 in Piräus
- 200 Meter: 23,91 s (+1,3 m/s), 31. Mai 2014 in Kalamata
  - 200 Meter (Halle): 24,42 s, 29. Februar 2020 in Piräus